# Ginástica nos Jogos Sul-Americanos de 2006
A ginástica nos Jogos Sul-Americanos de 2006 teve sua edição realizada na cidade de Buenos Aires, na Argentina, com as disputas da ginástica artística feminina e masculina.

## Eventos
Ginástica artística
- Individual geral masculino
- Equipes masculino
- Solo masculino
- Barra fixa
- Barras paralelas
- Cavalo com alças
- Argolas
- Salto sobre a mesa masculino
- Individual geral feminino
- Equipes feminino
- Trave
- Solo feminino
- Barras assimétricas
- Salto sobre a mesa feminino

## Medalhistas
Ginástica artística
| Evento                       | Ouro                 | Prata                      | Bronze                     |
| Masculino                    |                      |                            |                            |
| Equipes detalhes             | BRA                  | VEN                        | ARG                        |
| Individual geral detalhes    | COL Jorge Lopez      | VEN Jose Fuentes           | BRA Victor Rosa            |
| Solo detalhes                | BRA Victor Rosa      | CHI Tomas Gonzalez         | ARG Octavio Barrionuevo    |
| Cavalo com alças detalhes    | VEN Jose Fuentes     | BRA Mosiah Rodrigues       | COL Jorge Lopez            |
| Argolas detalhes             | VEN Regulo Carmona   | COL Jorge Lopez            | VEN Jose Fuentes           |
| Salto sobre a mesa detalhes  | BRA Victor Rosa      | BRA Vitor Canargo          | CHI Felipe Pina            |
| Barras paralelas detalhes    | COL Jorge Lopez      | VEN Jose Fuentes           | BRA Luiz Augusto dos Anjos |
| Barra fixa detalhes          | BRA Mosiah Rodrigues | BRA Luiz Augusto dos Anjos | VEN Jose Fuentes           |
| Feminino                     |                      |                            |                            |
| Equipes detalhes             | BRA                  | ARG                        | COL                        |
| Individual geral detalhes    | BRA Jade Barbosa     | BRA Ethiene Franco         | BRA Khiuani Dias           |
| Salto sobre a mesa detalhes  | BRA Jade Barbosa     | BRA Milena Miranda         | COL Jessica Ortiz          |
| Barras assimétricas detalhes | ARG Virginia Deluzio | BRA Ana Claudia Silva      | COL Bibiana Alzate         |
| Trave detalhes               | BRA Jade Barbosa     | BRA Ethiene Franco         | COL Nathalia Cardenas      |
| Solo detalhes                | BRA Jade Barbosa     | BRA Ethiene Franco         | ARG Virginia Deluzio       |

## Quadro de medalhas
| Ordem | País      | Medalha de ouro | Medalha de prata | Medalha de bronze | Total |
| ----- | --------- | --------------- | ---------------- | ----------------- | ----- |
| 1     | Brasil    | 9               | 8                | 3                 | 20    |
| 2     | Venezuela | 2               | 3                | 2                 | 7     |
| 3     | Colômbia  | 2               | 1                | 5                 | 8     |
| 4     | Argentina | 1               | 1                | 3                 | 5     |
| 5     | Chile     |                 | 1                | 1                 | 2     |
| TOTAL | TOTAL     | 14              | 14               | 14                | 42    |